# Volodymyr Hnatjuk
Volodymyr Mykhajlovyč Hnatjuk (Velesniv, 1871. – Lavov, 1926.) bio je ukrajinski etnolog koji je proučavao rusinsku književnost, skupljač narodnih pjesama. 
Postavio je početke zakarpatske književnosti u 16. i 17. st. zbog rukopisa duhovne poezije. 
U potrazi za nositeljima usmene književnosti karpatske oblasti posjetio je 1897. Bačku. U Lavovu je na rusinskom objavio rusinsko usmeno pjesništvo raznih žanrova. 